# San Luis Fútbol Club
Il San Luis Fútbol è stata una società calcistica messicana, con sede a San Luis Potosí. 

## Storia
Fondato nel 1957, non ha vinto nessun titolo nazionale di prima divisione. Partecipa alla Copa Sudamericana 2008. Nel 2013 il club fallisce ed al suo posto viene fondato l'Atlético San Luis.

## Palmarès

### Competizioni nazionali
- Liga de Ascenso de México: 2

Verano 2002, Apertura 2004
- Tercera División messicana: 1

1969-1970

### Altri piazzamenti
- Campionato messicano:

Secondo posto: Clausura 2006

## Organico

### Rosa 2012-2013
Aggiornato al 27 dicembre 2012.
| N. |                      | Ruolo | Calciatore             |
| -- | -------------------- | ----- | ---------------------- |
| 1  | Messico (bandiera)   | P     | Óscar Pérez            |
| 2  | Argentina (bandiera) | D     | Javier Muñoz Mustafá   |
| 3  | Messico (bandiera)   | D     | César Armando Saldivar |
| 4  | Messico (bandiera)   | D     | Marco Pérez            |
| 6  | Messico (bandiera)   | C     | Jaime Correa           |
| 7  | Messico (bandiera)   | C     | Moisés Velasco         |
| 8  | Uruguay (bandiera)   | A     | Sebastián Fernández    |
| 9  | Colombia (bandiera)  | A     | Santiago Tréllez       |
| 10 | Argentina (bandiera) | A     | Mauro Matos            |
| 11 | Argentina (bandiera) | C     | Juan Cuevas            |
| 12 | Messico (bandiera)   | P     | César Lozano           |
| 14 | Messico (bandiera)   | C     | César Villaluz         |
| 15 | Messico (bandiera)   | A     | Mario Ortiz            |
| 17 | Messico (bandiera)   | D     | Guillermo Rojas        |
| 18 | Messico (bandiera)   | D     | Isaí Arredondo         |
| 19 | Messico (bandiera)   | C     | Emilio López Navarro   |
| 20 | Messico (bandiera)   | D     | Felix de Jesús Araujo  |
| 21 | Messico (bandiera)   | C     | Noé Maya               |

| N. |                      | Ruolo | Calciatore             |
| -- | -------------------- | ----- | ---------------------- |
| 23 | Messico (bandiera)   | C     | Juan Carlos Silva      |
| 24 | Messico (bandiera)   | C     | Luis Alfonso Rodríguez |
| 25 | Messico (bandiera)   | P     | Carlos Trejo           |
| 26 | Messico (bandiera)   | A     | Luis Ángel Mendoza     |
| 27 | Messico (bandiera)   | D     | Diego Ordaz            |
| 28 | Messico (bandiera)   | A     | Erick Esparza          |
| 29 | Messico (bandiera)   | A     | David Salazar          |
| 38 | Messico (bandiera)   | C     | Ricardo Balderas       |
| 60 | Messico (bandiera)   | C     | Adrián Marín           |
|    | Messico (bandiera)   | D     | Ricardo Jiménez        |
|    | Messico (bandiera)   | C     | Francisco Acuña        |
|    | Messico (bandiera)   | D     | Yasser Corona          |
|    | Argentina (bandiera) | D     | Javier Muñoz           |
|    | Messico (bandiera)   | D     | Omar Esparza           |
|    | Colombia (bandiera)  | C     | Jherson Córdoba        |
|    | Messico (bandiera)   | D     | Guillermo Cerda        |